# Club Atlético Goes
O Club Atlético Goes é um clube de basquetebol, sediado no bairro de Goes, em Montevidéu. Foi fundado em 10 de abril de 1934 por um grupo de estudantes e esportistas locais. O clube tem em sua história a conquista do extinto Campeonato Federal em quatro ocasiões.

## Títulos
| Nacionais          | Nacionais | Nacionais               | Nacionais |
| Competição         | Títulos   | Temporadas              |           |
| ------------------ | --------- | ----------------------- | --------- |
| Campeonato Federal | 4         | 1939, 1947, 1958 e 1959 |           |